# Thelma Hill

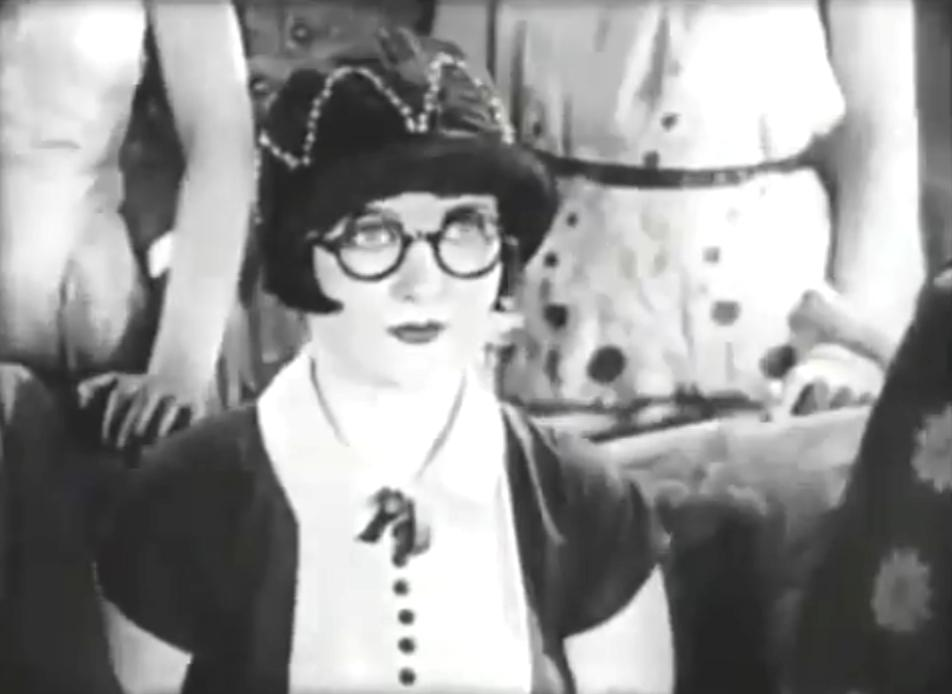
Thelma Hill, 1926

Thelma Hill (* 12. Dezember 1906 in Emporia, Kansas als Thelma Hillerman; † 11. Mai 1938 in Culver City, Kalifornien) war eine US-amerikanische Schauspielerin. Sie war Teil der Sennett Bathing Beauties.

## Leben
Hill wurde am 12. Dezember 1906 als Thelma Hillerman in Emporia, Kansas, geboren. Ihre Eltern heirateten 1899 in Salt Lake City, Utah. Sie zogen nach Emporia, Kansas, bevor Thelma geboren wurde, und ließen sich scheiden, als sie noch ein Baby war. Ihre Mutter Augusta „Gussie“ Hillerman erhielt das alleinige Sorgerecht, nachdem sie behauptet hatte, ihr Vater, der Eisenbahnarbeiter Clifford Hillerman, habe sie für eine andere Frau verlassen. Clifford Hillerman starb 1914 an den Folgen eines Arbeitsunfalls.
Bevor sie eine Mack Sennett-Badeschönheit wurde, arbeitete Hill als Künstlermodell in New York.
Hill war eine der wenigen Sennett-Badeschönheiten, die es in eine Nebenrolle schafften. Hill war weithin als „Mah-Jongg-Bademädchen“ bekannt, da sie in ihrem Mah-Jongg-Badeanzug fotografiert wurde.
Thelma und ihre Mutter zogen nach Kalifornien, wo sie ein Café in der Nähe der Sennett-Studios eröffneten. Sie wurde von Roscoe Fatty Arbuckle entdeckt, als sie ihm beim Servieren Suppe in den Schoß warf. Arbuckle stellte sie Mack Sennett vor, der sie zu einer seiner Badeschönheiten machte. In einem Artikel von 1924 bezeichnete Sennett sie als „ideale Badeschönheit ihrer Zeit“. Die zierliche Schauspielerin war nur 1,52 Meter groß und wog nur 45 Kilogramm.
Ab 1919 arbeitete sie als Statistin in den Sennett Studios und trat in Dutzenden von Kurzfilmen auf, darunter „Picking Peaches“ (1924) und „The Hollywood Kid“ (1925). Sie war eine talentierte Komikerin und spielte schnell Nebenrollen. Hill spielte neben Ben Turpin in „Der verlorene Bräutigam“ (1926) und mit Billy Bevan in „Hoboken From Hollywood“. Mack Sennett erkannte ihr Potenzial und unterzeichnete einen langfristigen Vertrag mit ihr.
Von 1927 bis 1929 spielte sie zusammen mit Bud Duncan in Larry Darmours Stummfilmreihe Toots and Casper und war die Hauptdarstellerin in Laurel und Hardys Two Tars (1928). 1927 stand sie bei FBO unter Vertrag und wurde von MGM für eine Rolle in The Fair Co-Ed (1927) unter Vertrag genommen. Sie trat in einigen Tonfilmen auf, darunter The Old Barn (1929) und The Naughty Flirt (1931) mit Alice White. Ihre letzte Rolle spielte sie in der Hal Roach-Komödie Mixed Nuts (1934).
1934 heiratete sie John West Sinclair, einen Stuntman und Gag-Autor für W. C. Fields.
1935 zog sie sich aus der Filmbranche zurück und lebte mit ihrem Mann in der Blackburn Avenue 8229 in Hollywood. Sie litt unter Depressionen und Alkoholmissbrauch, nach einem Nervenzusammenbruch wurde sie Anfang 1938 in das Edward Merrill Sanatorium in Culver City, Kalifornien, eingewiesen.
Sie starb am 11. Mai 1938 im Alter von 31 Jahren im Sanatorium. Als Todesursache wurde eine Magenerkrankung angegeben. Sie wurde im Forest Lawn Memorial Park begraben.

## Filmografie
- 1919: Up In Alf’s Place
- 1920: Down on the Farm
- 1920: Married Life
- 1920: Great Scott!
- 1924: Picking Peaches
- 1924: The Hollywood Kid
- 1925: Pie-Eyed
- 1926: Hoboken To Hollywood
- 1926: The Divorce Dodger
- 1926: The Windjammer
- 1926: Flirty Four-Flushers
- 1927: Fooling Casper
- 1927: His First Flame
- 1927: Crazy To Act
- 1927: The Pride Of Pikeville
- 1927: The Fair Co-Ed
- 1928: The Chorus Kid
- 1928: Two Tars
- 1928: Crooks Can’t Win
- 1928: Hearts of Men
- 1929: The Old Barn
- 1930: Two Plus Fours
- 1931: The Miracle Woman
- 1931: The Naughty Flirt
- 1932: Der Zahnarzt (The Dentist)
- 1932: Wild People
- 1934: Mixed Nuts